# Ночное дежурство (фильм, 1997)
«Ночное дежурство» (англ. Nightwatch) — остросюжетный фильм ужасов 1997 года режиссёра Уле Борнедаля, в главных ролях Юэн Макгрегор, Патрисия Аркетт, Джош Бролин и Ник Нолти.
Это ремейк одноимённого датского фильма 1994 года, режиссёром которого также был Уле Борнедаль. Фильм во многом покадрово повторяет оригинал: единственная сцена, которой нет в оригинальном фильме, это вступление.

## Сюжет
Студент школы права Мартин устраивается на работу ночным сторожем в морге. В это время серийный убийца-некрофил, начинающий мучить город, выбирает Мартина своей целью.

## В ролях
- Юэн Макгрегор — Мартин Беллс
- Патрисия Аркетт — Кэтрин
- Джош Бролин — Джеймс Гуллман
- Лорен Грэм — Мэри
- Ник Нолти — инспектор Томас Крэй
- Брэд Дуриф — дежурный врач
- Аликс Коромзай — Джойс
- Лонни Чэпмен — старый сторож
- Джон Рейли — помощник инспектора Билл Дэвис (в титрах не указан)
- Сандра Хесс — студентка (в титрах не указана)